# Třída Al Doha
Třída Al Doha je třída cvičných lodí Katarského námořnictva. Využívány mohou být také jako oceánské hlídkové lodě. Celkem byly objednány dvě jednotky této třídy. Jejich stavba probíhá v Turecku.

## Stavba
Zakázku na stavbu dvou cvičných lodí pro Katar získala v březnu 2018 turecká loděnice Anadolu Shipyard (ADIK). Prototypová jednotka Al Doha byla spuštěna v říjnu 2020. Její sesterská loď Al Shamal následovala v prosinci 2020. Prototyp byl uživateli předán 25. srpna 2021.
Jednotky třídy Al Doha:
| Jméno              | Spuštěna          | Vstup do služby | Status  |
| ------------------ | ----------------- | --------------- | ------- |
| Al Doha (QTS-91)   | 9. října 2020     | 25. srpna 2021  | aktivní |
| Al Shamal (QTS-92) | 24. prosince 2020 | 25. února 2022  | aktivní |

## Konstrukce
Kromě posádky 66 osob jsou na palubě kajuty pro osm instruktorů a 76 kadetů. Na zádi se nachází přistávací plocha pro vrtulník střední velikosti. Výzbroj představuje jeden 30mm kanón a dva 12,7mm kulomety. Pohonný systém tvoří dva diesely o výkonu 5460 kW. Nejvyšší rychlost dosahuje 22 uzlů.